# Lonchorhina orinocensis
Lonchorhina orinocensis là một loài động vật có vú trong họ Dơi mũi lá, bộ Dơi. Loài này được Linares & Ojasti mô tả năm 1971.